# Сафа Герай (нурэддин)
Сафа́ Гера́й (Гире́й) (крым. Safa Geray, صفا گرای‎; ум. 1640) — крымский нурэддин (1637—1640), сын крымского хана Селямета I Герая (1608—1610).

## Биография
В 1610 году после смерти своего отца хана Селямета I Герая Сафа Герай вместе со своими братьями покинул Крым и проживал в турецких владениях. В 1620-х годах Сафа Герай вместе с некоторыми братьями прибыл из Порты в Крым, где проживал при дворе хана Джанибека Герая.
В июне 1632 года калга Азамат Герай, старший брат Сафы Герая, был убит по приказу хана Джанибека Герая. Затем хан приказал своим слугам убить братьев Мубарека Герая и Сафу Герая. Мубарек и Сафа, прупрежденные Велиша-мурзой Дивеевым, бежали в турецкие крепости Перекоп и Кафу. После этого Мубарек и Сафа вынуждены были уехать в османские владения.
Летом 1637 года османский султан Мурад IV назначил новым крымским ханом Бахадыра I Герая, старшего брата Сафы Герая. Бахадыр I, утвердившись на ханском престоле, назначил своих младших братьев Исляма Герая и Сафу Герая калгой и нурэддином.
В сентябре того же 1637 года хан Бахадыр I Герай организовал крупный набег на Русское царство. Командующим крымским войском был назначен нурэддин Сафа Герай. 40-тысячное крымскотатарское войско под предводительством Сафы Герая с боями прорвалось через южную пограничную линию, построенную под Яблоновом на Изюмской сакме. Крымцы и ногайцы опустошили Ливенский, Орловский, Карачевский, Болховский, Кромский, Новосильский уезды и Комарицкую волость. В плен было захвачено 2281 человек.
Весной 1639 года по приказу Бахадыра I Герая Сафа Герай с войском опустошил крымские улусы мятежного бейского рода Мансуров и поголовно вырезал всех их представителей.
В 1640 году нурэддин Сафа Герай участвовал в крупном крымском походе на Правобережную Украину, во время которого погиб.
Сафа Герай оставил после себя двух сыновей: Тохтамыш Герай (ум. 1682) — калга (1678—1682) и Сафа Герай (1637—1703), нурэддин (1671—1678), калга (1682—1683) и крымский хан (1691—1692).